# بيلي بودان
بيلي بودان (بالإنجليزية: Billy Bodin)‏ (24 مارس 1992 في المملكة المتحدة - ) هو لاعب كرة قدم بريطاني في مركز الهجوم. شارك مع منتخب ويلز تحت 17 سنة لكرة القدم ومنتخب ويلز تحت 19 سنة لكرة القدم ومنتخب ويلز تحت 21 سنة لكرة القدم. أما مع النوادي، فقد لعب مع سويندون تاون ونادي بريستول روفيرز ونادي توركي يونايتد ونادي كرو ألكساندرا ونادي نورثامبتون تاون.

## وصلات خارجية
- بيلي بودان على موقع الاتحاد الأوربي (الإنجليزية)
- بيلي بودان على موقع قاعدة بيانات كرة القدم.إي يو (الإنجليزية)
- بيلي بودان على موقع ناشيونال فوتبول تيمز (الإنجليزية)
- بيلي بودان على موقع Soccerbase.com (لاعب) (الإنجليزية)

قالب:تشكيلة بريستون نورث ايند